# Cerdo agridulce

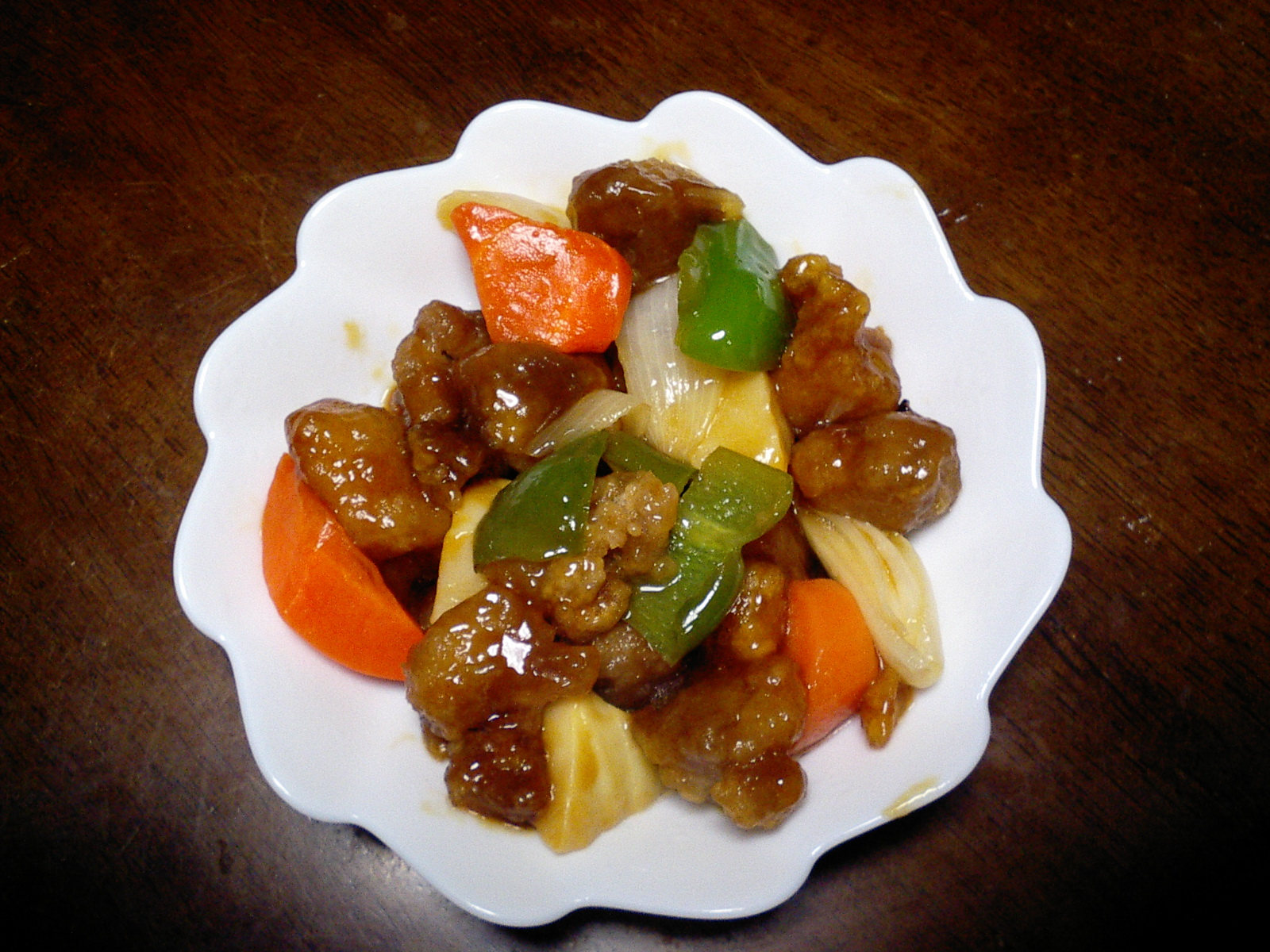
plato con cerdo agridulce.

El cerdo agridulce es un plato tradicional de la cocina china que se ha hecho particularmente internacional debido a su existencia en los menús de los restaurantes chinos del mundo occidental. Este plato es muy popular en la cocina cantonesa y en la fusión chino-estadounidense. Platos tradicionales, como 咕嚕肉 or 古老肉 (pinyin: gūluròu or gǔlǎoròu; Cantonés: gu1 lou1 yuk6) de Jiangsu, o cerdo en salsa de azúcar y salsa de vinagre (糖醋里脊; pinyin: tang cu liji) son considerados su ancestro.

## Características
El plato consiste en cerdo cortado en pequeñas piezas cuadradas y posteriormente frito ligeramente, para ser stir-fried en una salsa elaborada a base de azúcar o miel, kétchup, vinagre blanco, y salsa de soja, junto con ingredientes adicionales como piña, pimiento, zanahorias y cebollas bien picadas. En preparaciones más elaboradas, el aroma del plato se controla con vinagre de arroz chino y empleando ketchups con menos contenido vinágrico, algunos restaurantes aplican salsas como salsa HP en lugar de emplear vinagre. Por otra parte, en algunos sitios más baratos disuelven otros medios ácidos de menor coste y emplean colorantes en lugar del ketchup para ofrecer un plato barato, haciendo el plato demasiado sabroso y haciendo que los clientes tengan sed tras su ingesta.

## Historia
El origen del cerdo agridulce se remonta al siglo XVIII en Cantón o incluso antes. Un documento muestra que era un alimento de las grandes familias en las zonas cercanas al condado de Shunde. El plato se fue a Estados Unidos durante el siglo XX debido a la gran emigración de pobladores de China empleados en la búsqueda de oro y construcción de las vías ferroviarias. El término originario del plato estadounidense chop suey se refiere al cerdo agridulce.